# Anaplectoides demuthi
Anaplectoides demuthi är en fjärilsart som beskrevs av Richardson 1958. Anaplectoides demuthi ingår i släktet Anaplectoides och familjen nattflyn. Inga underarter finns listade i Catalogue of Life.